# Rivalità hip hop tra East Coast e West Coast

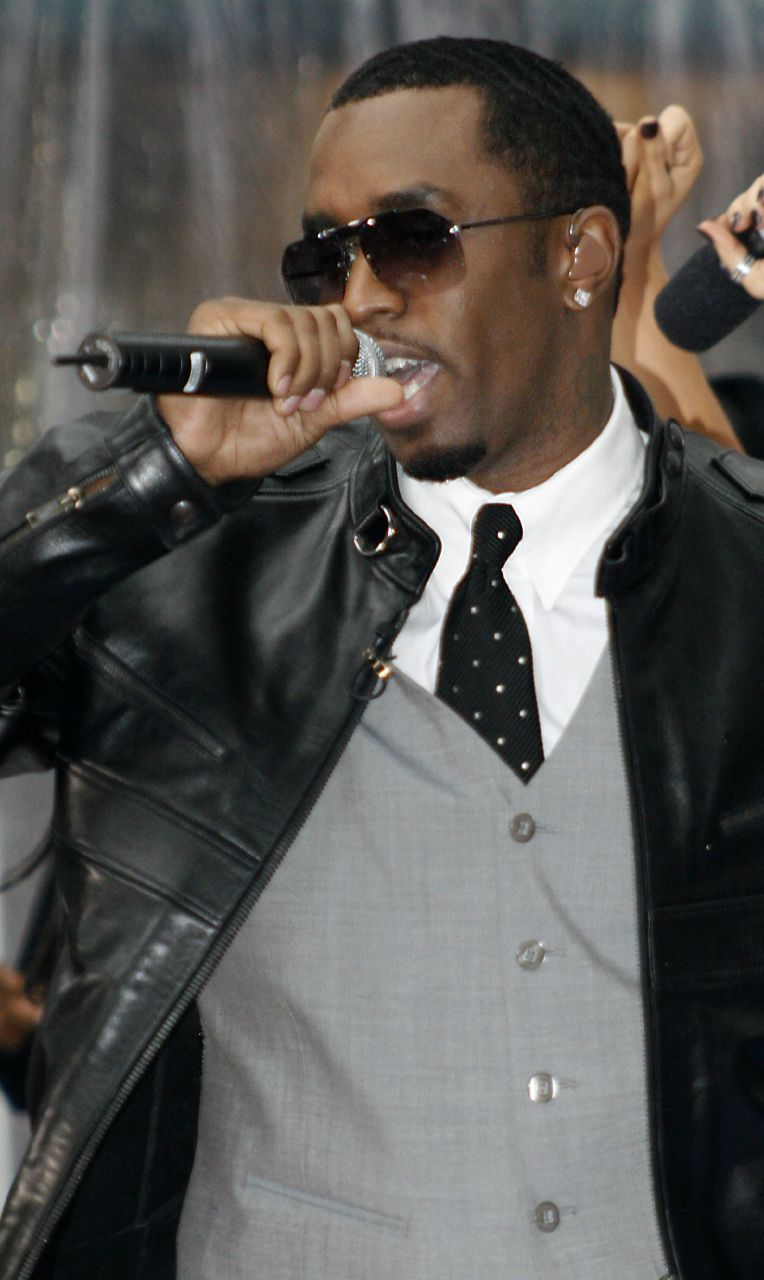
Sean Combs detto Puff Daddy, presidente della Bad Boy Records, figura di spicco della East Coast.

La faida hip hop tra East Coast e West Coast è riconosciuta come la rivalità più celebre della storia dell'hip hop, da quando questo genere si fece conoscere anche al di fuori dei confini statunitensi. Rimane ancora oggi particolarmente viva, sia nella storia musicale che in quella degli Stati Uniti, perché quella che inizialmente fu caratterizzata da "battaglie" attraverso canzoni e testi aggressivi, sfociò in seguito in episodi drammatici, come la morte dei famosi rapper 2Pac (Tupac Shakur) prima e The Notorious B.I.G. (Christopher Wallace, detto Biggie Smalls) dopo, artisti di punta delle due fazioni.

## Storia
Alla fine degli anni novanta, tra la Bad Boy Records (una casa discografica della costa est) e la Death Row Records (una casa discografica della costa ovest), venne a crearsi un grande clima di odio e tensione. Malgrado la rivalità consistesse fondamentalmente in "shots" della Death Row verso diversi avvenimenti, e più specificamente verso la Bad Boy, i media marchiarono questa rivalità come la "guerra del rap" tra le due coste. I rapper e i fan di entrambe le scene si schierarono contro gli avversari, con un impatto enorme sulla cultura hip hop.
L'hip hop era nato nelle strade del Bronx, a New York, città che rimase la capitale indiscussa del movimento fino ai tardi anni ottanta, quando gli N.W.A (gruppo rap composto da Eazy-E, Dr. Dre, Ice Cube, MC Ren e DJ Yella) e altri rapper losangelini come Ice-T misero in mostra la produzione West Coast, piantando le radici di un nuovo sottogenere dell'hip hop: il Gangsta Rap. Le prime tensioni iniziarono nel 1991, con la pubblicazione, da parte di Tim Dog, della canzone Fuck Compton, che vedeva questo rapper newyorkese insultare pesantemente la cittadina (Compton, L.A.) fulcro del rap sponda ovest. Nel 1992, The Chronic di Dr. Dre, disco che rivoluzionò per sempre la musica rap introducento al mondo il G-Funk, diventò uno degli album hip hop più venduti della storia, seguito poco dopo (nel 1993) da Doggystyle, l'album di debutto di Snoop Dogg, lanciato proprio dallo stesso Dre. La casa discografica a cui apparteneva Dr. Dre era la Death Row Records, fondata da lui stesso, in collaborazione con Suge Knight, un ricco e violento gangster cresciuto a Compton. I piani di Suge puntavano alle vette delle classifiche; egli voleva, infatti, dominare la scena hip hop mondiale, facendo sì che la sua casa discografica facesse a gara con le grandi major di New York. Rapidamente, alla Death Row, si andò a formare una squadra di stelle, in cui spiccavano, oltre a Snoop e a Dre, anche 2Pac, Nate Dogg, gli Outlawz e Tha Dogg Pound. La West Coast era sulla cresta dell'onda e dominava qualsiasi classifica: la capitale dell'hip hop si stava spostando da costa a costa verso la California, e questo non poteva, certo, essere gradito a New York.
Inevitabilmente si era creata tensione tra questi pesi massimi dell'industria, ciascuno dei quali era desideroso di mettere le mani su un mercato sempre più remunerativo. Le più grandi stelle della East Coast in quel periodo erano quelle della Bad Boy Records, casa discografica fondata da Puff Daddy nel 1993, che aveva un roster che comprendeva Craig Mack e Notorious B.I.G.
Bad Boy e Death Row entrarono in conflitto dopo che a 2Pac vennero sparati cinque colpi di pistola in uno studio di registrazione di New York (30 novembre 1994). Mentre Pac si trovava in prigione per un'accusa di violenza sessuale, alla radio sentì una canzone di Biggie (Notorious B.I.G.) intitolata Who Shot Ya?, tradotto dall'inglese, Chi ti ha sparato?. 2Pac interpretò questa traccia come una rivendicazione di B.I.G. per la sparatoria che aveva subito ed affermò che questo provava la responsabilità della Bad Boy. In quel momento la situazione degenerò completamente, la relazione tra il miglior rapper della West Coast e il miglior rapper della East Coast, un tempo di pace e affetto, era ormai compromessa per il resto della loro vita. 

In poco tempo, la lotta che aveva impegnato fino ad allora solamente Death Row e Bad Boy, si trasformò in una vera e propria guerra di blocco e appartenenza; di conseguenza gli stessi 2Pac e Biggie trascinarono nella questione anche i Mobb Deep, Ice Cube, Jay-Z o Nas, che non avevano alcun ruolo in partenza. La faida continuò ad infiammare la scena hip hop quando Suge Knight si prese gioco di Puff Daddy ai The Source Awards nell'agosto 1995, annunciando agli artisti e alle personalità del settore: 
Sempre quei Source Awards peggiorarono ancora di più le cose, vista la maggioranza di newyorkesi in platea; il premio come miglior produttore dell'anno assegnato a Dr. Dre raccolse la disapprovazione del pubblico, allora, Snoop Dogg (che era salito sul palco insieme a Dre) rispose ai fischi con una frase successivamente divenuta celebre: «The East Coast ain't got no love for Dr. Dre and Snoop Dogg?» ("La costa est non ha amore da dare a Dr. Dre e Snoop Dogg?"). La cosa non calmò certo la sala, e dovette arrivare Puff Daddy a calmare la sua gente con un discorso poco dopo.

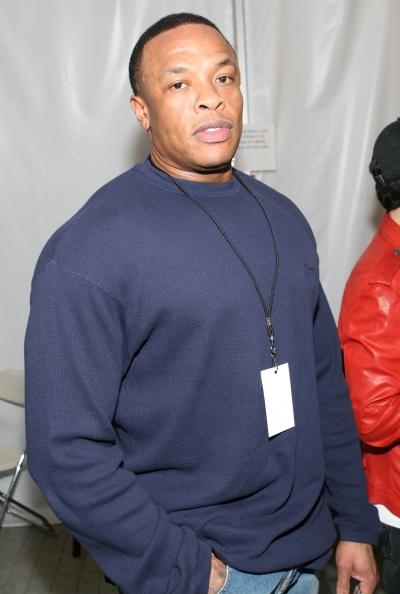
Dr. Dre, rapper della West Coast.

Più avanti nel tempo la situazione di certo non migliorò, anzi, era segnata da numerosi incidenti. Nel settembre 1995 un caro amico di Knight fu bersaglio di spari ad una festa di compleanno per il produttore Jermaine Dupri ad Atlanta, e Knight accusò pubblicamente la Bad Boy. A dicembre, mentre veniva registrato a Manhattan il video per la canzone dei Dogg Pound New York, New York, il camper di Snoop Dogg (vuoto in quel momento) venne raggiunto da numerosi colpi di arma da fuoco. Il video stesso diventò fonte di controversie quando venne diffuso (nella clip Snoop abbatte un palazzo con un calcio), e ci fu il sospetto che la canzone stessa fosse indirizzata alla Bad Boy Records e a New York in generale, malgrado sia improbabile visto che la canzone era un remake di un pezzo di Grandmaster Flash e non aveva niente che potesse essere interpretato come un attacco specifico a nessuno, oltre a essere stata scritta prima che la rivalità degenerasse. Capone-N-Noreaga scrisse con i Mobb Deep la canzone L.A., L.A. per rispondere a New York, New York, il che li incluse nella faida. Anche la Boot Camp Clik entrò nella faida. 

Le speranze di un ritorno alla situazione pacifica degli anni '80 si persero completamente nel giugno del 1996, quando 2Pac diffuse il brano Hit 'Em Up, in cui dissava pesantemente Notorious B.I.G., augurandogli la morte e dichiarando di aver fatto sesso con sua moglie, Faith Evans. Qui sotto la traduzione di uno dei versi del brano:
Considerata la traccia dissing più iconica di tutti i tempi, Hit 'Em Up ha una melodia sinistra, ma prodotta molto bene; la musica è segnata dalla presenza del pianoforte, suonato in corrispondenza di un'ottava alta, vi sono anche il basso e diversi suoni elettronici, tutto governato dal ritmo della batteria.
Secondo i critici odierni, quest'ultimo brano portò la faida ad un altro livello. B.I.G. rispose nella traccia di Jay-Z Brooklyn's Finest, il che trascinò anche Jay-Z nella disputa. Nel marzo 1996, ai Soul Train Awards a Miami ci fu una colluttazione nei parcheggi tra gli entourages della Bad Boy e della Death Row dove comparvero armi da fuoco. Malgrado non vennero sparati colpi, la situazione era sfuggita di mano nell'ambito della sicurezza e della civiltà.

## Omicidi di 2Pac e Biggie
Il 7 settembre 1996, 2Pac venne colpito da diversi spari a Las Vegas, e morì il 13 settembre. Sei mesi dopo, il 9 marzo 1997, Notorious B.I.G. fu raggiunto da alcuni colpi di pistola e ucciso in California in modalità e circostanze molto simili a quelle dell'agguato a Pac. Ancora oggi non sono stati assegnati dei volti certi a coloro che spararono ai due rapper, ci sono soltanto dei sospetti o delle cospirazioni.
Gran parte dell'opinione pubblica vede Puff Daddy come mandante dell'omicidio di 2Pac, anche se egli ha sempre dichiarato la sua innocenza. Una traccia più sicura si ha in Duane Davis, un membro della gang californiana dei Crips, e suo nipote Orlando Anderson. Nonostante ci siano gli estremi per rispolverare le indagini, Anderson è stato ucciso insieme alla verità attorno alla morte di 2Pac, mentre Davis, accusato di essere stato alla guida della macchina da cui sarebbero partiti i proiettili di Anderson, è effettivamente stato arrestato, ma è ancora in attesa di una sentenza definitiva, che sembra non arrivare mai.
Per quanto riguarda l'omicidio di Biggie, c'è chi pensa che l'agguato fosse stato organizzato in risposta a quello subito da 2Pac, ma non si esclude una possibile implicazione delle gang di Los Angeles o addirittura dei servizi segreti. 

## Conseguenze degli agguati
Nel 1997 molti rapper, tra cui Bizzy Bone, Doug E. Fresh e Snoop Dogg, si incontrarono su richiesta di Louis Farrakhan, leader della Nation of Islam, e deposero qualsiasi rivalità.

## Avvenimenti dopo la "tregua"
Nel 2005, con Suge Knight ormai finito in galera e la Death Row allo sbando, si accese una rivalità tra The Game e 50 Cent. Anche se non era una vera rivalità East-West, la faida tra The Game, originario di Compton, e 50 Cent, nato a New York, riportò alla memoria i vecchi conflitti anche per la dinamica con cui si andò a formare: due pesi massimi provenienti dai due poli opposti, ex-amici, che intraprendevano un beef imponente. Pur essendo stato scoperto da Dr. Dre, come 50 Cent, The Game si schierò contro quest'ultimi, con incidenti violenti a New York.
Nonostante Drake non rappresenti pienamente la East Coast, essendo lui nato a Toronto, quando nel 2024 il mondo poté assistere a quella che possiamo definire la "seconda guerra d'hip hop" tra lui e Kendrick Lamar, gli abitanti della California si identificarono contro un nemico comune, riconducibile ideologicamente alla East Coast. Questo dissing fu vinto, almeno secondo l'opinione pubblica, da Kendrick, che, dopo avere pubblicato il singolo hit Not Like Us, non ricevette alcuna risposta da Drake. Ora come ora, che le acque sembrano essere tornate tranquille, ci si rende conto di come questi paragoni con un periodo di altissima tensione come quello degli anni '90 siano solo alimentati per dare un alone d'importanza ad una determinata rivalità. 